# James LaBrie
Kevin James LaBrie (født 5. maj 1963 i Penetanguishene) er en canadisk sanger i det amerikanske progressiv metal-band Dream Theater.
Da LaBrie var seks år kunne han forskellige sangteknikker og stilarter. Da han kom i skole, sørgede en af hans lærere for, at han modtog sangtimer, og det var der, James begyndte på sin sangtræning.
Kevin James LaBrie spillede i bands allerede som 14-årig, hvor han sang og spillede trommer. Da han var fyldt 18 år flyttede han til Toronto, Canada.
Da han var 21 år, begyndte han at træne sin stemme med sanglæreren Rosemary Patricia Burns. Efter at han havde arbejdet med en masse forskellige canadiske bands, blev han forsanger i bandet Winter Rose, der på det tidspunkt havde kontrakt med pladeselskabet Atlantic Records. 
Derefter arbejdede han lidt med Pierre Paradis, der var manager for Voi Vod, der ville have James til at se på et soloprojekt med Aquarius Records. Der var der en, der fortalte ham, at et band, der kaldte sig Dream Theater, ledte efter en ny frontfigur.
Han bor i Toronto, Canada, med sin kone Karen, datteren Chloe og sønnen Chance Abraham.

## Diskografi
- 1989 – Winter Rose – Winter Rose – Inside Out Music (1997)
- 1991 – Fates Warning – Parallels – Metal Blade
- 1992 – Dream Theater – Images and Words – Atlantic/ATCO
- 1993 – Dream Theater – Live At The Marquee – WEA International
- 1994 – Dream Theater – Awake – Elektra
- 1995 – Dream Theater – A Change Of Seasons – Elektra
- 1996 – Various Artists – Working Man, Rush Tribute – Magna Carta
- 1997 – Various Artists – Dragon Attack, Tribute To Queen – CNR Music
- 1997 – Dream Theater – Falling Into Infinity – Elektra
- 1998 – Explorers Club – Age Of Impact – Magna Carta
- 1998 – Shadow Gallery – Tyranny – Magna Carta
- 1998 – Dream Theater – Once In A LIVEtime – Elektra
- 1999 – Various Artists – Encores, Legends and Paradox (ELP Tribute) – Magna Carta
- 1999 – Mullmuzzler – Keep It To Yourself – Magna Carta
- 1999 – Dream Theater – Scenes From A Memory – WEA/Elektra
- 2000 – Various Artists – Tie Your Mix Down, Tribute to Queen – Cleopatra
- 2001 – Original Cast Recording – Leonardo, The Absolute Man – Magna Carta
- 2001 – Mullmuzzler – Mullmuzzler 2 – Magna Carta
- 2001 – Dream Theater – Live Scenes From New York – Elektra
- 2002 – Dream Theater – Six Degrees of Inner Turbulence – Elektra
- 2003 – Dream Theater – Train of Thought – Elektra/Ysylum
- 2003 – Frameshift – Unweaving the Rainbow – ProgRock Records
- 2004 – Tim Donahue – Madmen and Sinners – EMI (Japan)
- 2004 – Ayreon – The Human Equation – Inside Out Music
- 2004 – Dream Theater – Live At Budokan – Atlantic
- 2005 – James LaBrie – Elements Of Persuasion – Inside Out Music
- 2005 – Dream Theater – Octavarium – Atlantic
- 2007 – Dream Theater – Systematic Chaos – Roadrunner Records
- 2008 – Dream Theater – Chaos in Motion 2007-2008 – Roadrunner Records
- 2009 – Dream Theater – Black Clouds and Silver Linings – Roadrunner Records
- 2010 – James LaBrie – Static Impulse – Inside Out Music
- 2011 – Dream Theater – A Dramatic Turn of Events – Roadrunner Records
- 2013 – Dream Theater – Dream Theater – Roadrunner Records
- 2013 – Dream Theater – Live at Luna Park – Eagle Rock Entertainment
- 2014 – Dream Theater – Breaking the Fourth Wall – Roadrunner Records
- 2016 – Dream Theater – The Astonishing – Roadrunner Records
- 2019 – Dream Theater – Distance over Time – Inside Out Music
- 2020 – Dream Theater – Distant Memories – Live in London – Inside Out Music
- 2021 – Dream Theater – A View from the Top of the World – Inside Out Music
- 2022 – James LaBrie – Beautiful Shade of Grey – Inside Out Music